# Dubbelconcert voor fagot en contrafagot
Het Dubbelconcert voor fagot en contrafagot is een compositie van Henk Badings. Het werk kwam tot stand na een opdracht in 1963/1964 van Robert Austin Boudreau, dirigent van het American Wind Ensemble. Die combinatie zou een aantal opdrachten voor composities aan Badings hebben gegund. Zie ook Pittsburgh Concerto.
Het werk voor deze ongebruikelijke combinatie is geschreven in één deel met drie secties (Lento, Giocoso en Allegro). Het is voor Badings doen een romantisch werk. Badings droeg het werk op aan Paul Hindemith.
Het werk werd in 1974 uitvoerig besproken tijdens de vijfde conferentie van de National Wind Ensemble Conference, gehouden aan de University of Illinois, alwaar het ook uitgevoerd werd. 
Orkestratie:
- 1 fagot, 1 contrafagot
- 3 dwarsfluiten, 1 piccolo, 1 altfluit, 2 hobo’s, 2 klarinetten, 1 basklarinet
- 3 hoorns, 3 trompetten, 3 trombones, 1 tuba
- pauken, 2 man/vrouw percussie